# Dvorce u Bruntálu
Dvorce (deutsch Hof) ist eine Gemeinde  in Tschechien.

## Geographische Lage
Die Ortschaft liegt in Nordmähren neun Kilometer nordöstlich von Moravský Beroun (deutsch Bärn) in 558 m ü. M. im Niederen Gesenke in Nordmähren im Tal der Lobník (Lobnig) an der Einmündung des Křišťanovický potok (Christdorfer Bach) und des Rejchartový potok (Reigersdorfer Bach), die im verbauten Bereich zufließen, an der Staatsstraße 46 zwischen Olomouc (Olmütz) und Opava (Troppau).
Nachbarorte sind Křišťanovice (Christdorf) und Májůvka (Maiwald) im Norden, Rejchartice (Reigersdorf), Horní Guntramovice (Ober Gundersdorf) und Dolní Guntramovice (Nieder Gundersdorf) im Süden sowie Čabová (Brockersdorf) und Nové Valteřice (Neu Waltersdorf) im Westen.

## Geschichte
Ende des 9. Jahrhunderts soll Nordmähren eine unbewohnte Wildnis gewesen sein. Der Sage nach gründeten die polnischen Kaufleute und Brüder Laszka und Emanuel Dworce an der Stelle des Ortes eine befestigte Warenniederlassung am Handelsweg nach Südwesten. Nach dem Tod der beiden Kaufleute (929 und 957) erweiterte ein Sohn die Niederlassung zu einer Veste. Noch vor seinem Tod 1002 verheiratete er seine Tochter mit dem Polen Petsikory. Dieser unterhielt eine Truppe aus ausgewählten großen Kriegern (Zelenacky). 1050 eroberte der Räuberhauptmann Gröffl die Veste und zerstörte die umliegenden Siedlungen.
Beim Mongolensturm 1241 wurde die inzwischen wiederbelebte Siedlung dem Erdboden gleichgemacht. Später wurde der Ort wieder aufgebaut. Er gehörte damals zur Herrschaft Sternberg, wo Zdislav von Sternberg Grundherr war (1249–1262). Es waren deutsche Bergleute, die den Auftrag hatten, nach Erz zu schürfen. Davon zeugen heute noch Spuren von Halden und Flurnamen, wie Buchhütte (Pochhütte). Mit den Bergleuten kamen deutsche Handwerker und Bauern aus Franken und Thüringen in das Land. 1410 wurden zwei Eisenhämmer in der Gegend urkundlich genannt. Im Urbar aus dem Jahre 1600 werden jedoch keine Eisenhütten mehr erwähnt.
1339 wurde Dvorec erstmals urkundlich als größerer Ort „Curjia“ (Kuratie) mit Pfarrer angeführt. Bischof Albrecht von Sternberg, der Grundherr der Herrschaft Sternberg war, verlieh 1363 dem Marktflecken das Privileg des Güteranfallrechts. 1406 erhielt Dvorec Stadtrechte. 1409 ging die Stadt in den Besitz der Herren von Krawarn über. 1410 verlieh der neue Grundherr Peter I. von Krawarn-Plumenau Dworec das Meilenrecht. Die Dörfer Christdorf, Rautenberg, Jokersdorf (Jakubčice), Heidenpiltsch, Sterneck (Šternek), Maiwald, Herzogwald, Reigersdorf und zwei Eisenhämmer an der Mohra kamen dadurch in wirtschaftliche und rechtliche Abhängigkeit der Stadt.
1416 wurde der Name „Hoff“ in einem Testament des Johannes de Hoff erwähnt. Ein acht Jahre später ausgestellter Schuldschein an den Olmützer Rat in den Hussitenkriegen erwähnt auch einen Michael de Hoff. 1430 wurde Hof wahrscheinlich von den Hussiten geplündert und verwüstet. 1470 litt Hof, als der Ungarnkönig Matthias Corvinus gegen den Herzog von Troppau zog.
1527 verlieh der böhmische König und spätere Kaiser Ferdinand I. Hof des Recht zweier Märkte. 1550 erfolgte der Erwerb der Vogtei vom Grundherren Wenzel von Berka von Dubá durch die Stadt. Zwischen 1546 und 1600 kam es zur Gründung vieler Zünfte und einer Blütezeit des Handwerkes. 1561 erfolgte die Verleihung des Mautrechtes für Straßen und Brücken.
Das Urbar von 1600 gibt Aufschluss über die Grund- und Zinsverhältnisse, die Bevölkerung der Stadt selbst und die umliegenden Dörfer. Darin sind ausschließlich deutsche Bürger- und Flurnamen verzeichnet. Die geschlossene Stadtmauer mit drei Toren und Türmen war mit einem Graben umgeben. Zur Verteidigung der Stadt musste jeder Bauer und Handwerksmeister eine Sturmhaube und Büchse in seinem Haushalt aufbewahren. Darüber hinaus hatte die Stadt zahlreiche Waffen und Kriegsgeräte. Jedermann hatte den „Jedezins“ an die Vogtei zu entrichten.
Seit 1521 setzte die Reformation im Hofer Gebiet ein. 1620 ordnete Kaiser Ferdinand II. die Gegenreformation an, die Franz Xaver von Dietrichstein von Olmütz aus durchführte. Obwohl Hof seit 1630 wieder einen katholischen Pfarrer hatte, hielt sich der Protestantismus weiterhin. Eine zweite, durchgreifende, Gegenreformation dauerte von 1667 bis 1669.
Neue Grundherren wurden die Herzöge von Münsterberg. Karl II. von Münsterberg verlegte den Sitz des Hofer Amtes nach Karlsberg. 1635 erhielt die Stadt ein Bündel von freizügigen Privilegien und 1648 den „Branntweinausschank“ zur Tilgung der städtischen Schuldenlast, die im Dreißigjährigen Krieg entstand. In der Zeit des Krieges wurde Hof mehrmals (1624, 1627, 1630, 1641 und 1646) von den Waldsteinischen Truppen, Dänen und Schweden besetzt und ausgeplündert. Der Ort war durch Kontributionen, die sowohl an die Besatzungstruppen als auch an die eigenen Kaiserlichen zu leisten waren, Erpressung und Drangsal ausgeplündert und ruiniert. Viele Einwohner verließen die Stadt, und der Bauernstand war auf ein Viertel geschrumpft. 1663 beim Türkeneinfall zog ein Brandenburgisches Heer durch Hof und die Stadt hatte „Servicegelder“ in beträchtlicher Höhe zu leisten. Auch als der polnische König Johann III. Sobieski 1683 mit seinem Heer durch Hof als Entsatz zur Türkenbelagerung von Wien zog, gab es finanzielle und personelle Lasten. Raub, Plünderung und Kontributionen waren an der Tagesordnung.
1692 erhielt Silvius II. Friedrich die von Sternberg abgetrennte „Karlsberger Herrschaft“. 1693 ging sie an Dietrich Heinrich von Strattmann über. 1699 erwarb Johann Adam von Liechtenstein die Herrschaft, in dessen Familie sie bis 1945 verblieb.
1705 musste die Stadt ausgerüstete Mannschaften gegen den Aufstand von Franz II. Rákóczi bereitstellen. 1735 und 1736 zogen russische Truppen durch den Ort. 1740 wurde Hof im Ersten Schlesischen Krieg Kampfgebiet und musste in der Folge schwerste Lasten ertragen. Hof soll die einzige Stadt sein, die in dieser Zeit gebrandschatzt wurde. Als die Preußen die Stadt verließen, hinterließen sie Cholera und Hungersnot.
1745 ertranken bei einem Unwetter 15 Menschen, alle Feldfrüchte werden vernichtet. Bei der nachher einsetzenden Viehpest starben 415 Stück Vieh. 1751 zerstörte ein Großbrand die Kirche, Schule, 16 Groß- und 9 Kleinhäuser. Der Siebenjährige Krieg legte der Stadt Hof erneut schwere Opfer auf. 1780 wurde die Stadtmauer entfernt und die Innenstadt wird mit den beiden Vorstädten (Troppauer und Olmützer Vorstadt) vereinigt.
Kaiser Joseph II. brachte tiefgreifende Erneuerungen, wie Toleranzpatent, Glaubensfreiheit, Aufhebung der Leibeigenschaft, die sich in Hof positiv auswirkten. 1781 besichtigte der Kaiser die fertiggestellte Reichsstraße Olmütz – Troppau und besuchte Hof. Während der Koalitionskriege zogen russische Truppen durch Hof. 1834 vernichtete ein Großbrand fast die ganze Stadt. 13 Personen kamen in den Flammen um. Die Pfarrkirche und das Pfarrhaus ließ Fürst Liechtenstein wieder aufbauen.
Im Bruderkrieg von 1866 zogen heimkehrende preußische Truppen durch Hof. Es folgen ruhigere Zeiten, die Hof einen wirtschaftlichen Aufschwung brachten. 1780 zählte Hof schon 3800 Einwohner. Flachsanbau brachte der Landwirtschaft gutes Einkommen und förderte den Ausbau der Leinen-Hausweberei mit 2000 Webstühlen. Es folgten Militäraufträge und Export. Das Sprüchlein: „Hof, Bautsch und Bärn sind die größten (Weber-) Städt’ in Mähr’n“ war in ganz Österreich bekannt. Die größte Bevölkerungszahl erreichte der Ort 1873 mit 4806 Einwohnern.
1898 wurde unter finanzieller Beteiligung der Stadt die Schmalspurbahn Bärn-Andersdorf–Hof gebaut und somit der Ort an das staatliche Eisenbahnnetz angeschlossen. 1898 wurde die Bürgerschule, die erste in der Gegend, 1896 die gewerbliche Fortbildungsschule eröffnet. Die industrielle Revolution veränderte im ausklingenden Jahrhundert auch in Hof die Verhältnisse drastisch. Zahlreiche Weberfamilien wurden arbeitslos und mussten auswandern; Hof zählte nurmehr 2303 Einwohner.
Auch der Erste Weltkrieg forderte von der Stadt schwere materielle Opfer und Entbehrungen. 82 Männer fielen, viele wurden verwundet. Nach dem Zusammenbruch der k.k. Monarchie entsandten am 21. Oktober 1918 die Deutschmährer ihre Abgeordneten in das Wiener Parlament des neuen Reststaates Deutschösterreich, an den sie sich in Form der Provinz Sudetenland anschließen wollten. Am 28. Oktober 1918 riefen die Tschechen die Tschechoslowakische Republik aus und besetzten später die Stadt.
Zu Beginn des 20. Jahrhunderts wurde die Infrastruktur verbessert. So wurden 1914 die Wasserleitung und eine Teilkanalisation errichtet, 1920 ein öffentliches Krankenhaus eröffnet, 1921 der Ort elektrifiziert, 1930 eine Volks- und Bürgerschule ihrer Bestimmung übergeben und mehrere Straßenbauten durchgeführt. Die einsetzende Wirtschaftskrise in den späten 1920er- und den 1930er-Jahren sowie die nationalistische Minderheitenpolitik führten zu Not und Armut. 1937–1938 waren von den rund 2500 Einwohnern über 600 ohne Arbeit. Die Lokalbahn nach Bärn wurde 1933 stillgelegt.
Nach dem Münchner Abkommen erfolgte am 10. Oktober 1938 die Besetzung der Stadt durch deutsche Truppen. Die Stadt gehörte zum politischen Bezirk Bärn (vorher Sternberg) und war Hauptort des Gerichtsbezirkes Hof (zuletzt Regierungsbezirk Troppau). 1930 hatte die Stadt 2457 Einwohner, davon waren 93 % katholisch. Die wirtschaftliche Lage besserte sich bis zum Beginn des Zweiten Weltkrieges. Im Krieg verlor Hof 217 Einwohner, das waren rund 10 % der Bevölkerung. Am 5. Mai 1945 besetzte die Rote Armee die Stadt, dabei kam es zu Raub, Mord und Vergewaltigungen. Der tschechoslowakische Nationalausschuss übernahm die Verwaltung. Die deutsche Bevölkerung wurde enteignet, in Internierungslager verbracht und 1946 mit sieben Transporten nach Deutschland und Österreich abgeschoben. 1945 verlor Dvorce seine Stadtrechte; der Gerichtsbezirk wurde aufgelöst.
1949 wurde die Gemeinde Teil des Okres Bruntál. In den 1950er und 1960er Jahren wurden sämtliche Gebäude am Marktplatz abgerissen und durch architektonisch anspruchslose Betonbauten ersetzt. 1953 wurde der größte Arbeitgeber, die frühere Firma Rudolph als Zubehörproduzent für Gasgeräte Teil des Werkes MORA Moravia Mariánské Údolí. 1964 wurde Rejchartice eingemeindet. Seit 2003 gehört der Betrieb zu KVS-ekodivize a.s. Horní Benešov und produziert Durchlauferhitzer und Heizkessel.

### Demographie
| Jahr | Einwohner | Anmerkungen        |
| ---- | --------- | ------------------ |
| 1857 | 2.853     | [ 2 ]              |
| 1900 | 2.648     | deutsche Einwohner |
| 1930 | 2.457     | [ 4 ]              |
| 1939 | 2.460     | [ 4 ]              |

## Sehenswürdigkeiten
- Pfarrkirche St. Ägidius; die ursprüngliche Kirche wurde beim Großbrand 1751 vernichtet. Die neue, vergrößerte Kirche wurde beim Stadtbrand 1834 bis auf die Grundmauern eingeäschert und 1888 mit höherer Turmspitze wiederaufgebaut.
- Friedhofskirche St. Katharina, um 1530 wahrscheinlich als protestantische Kirche erbaut. Nach dem Zweiten Weltkrieg unsachgemäß renoviert.
- Neptun-Brunnenstatue am Hauptplatz, vermutlich im 16. Jahrhundert entstanden.
- „Ecce Homo“-Bildstock aus dem Jahr 1710 an der Straße Dvorce-Čabová, an der Wasserscheide Ostsee/Schwarzes Meer.

Sehenswürdigkeiten
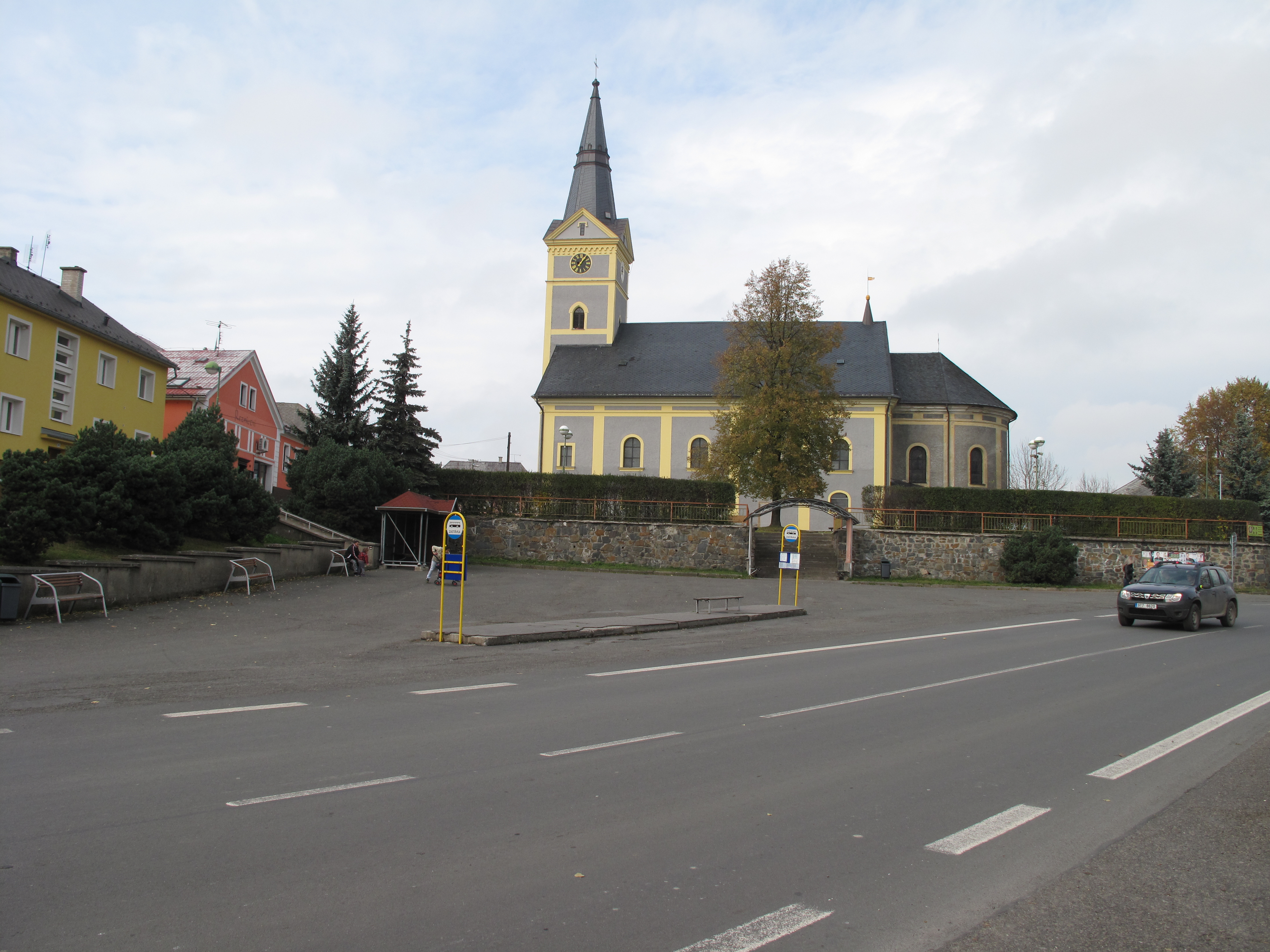
St. Ägidiuskirche
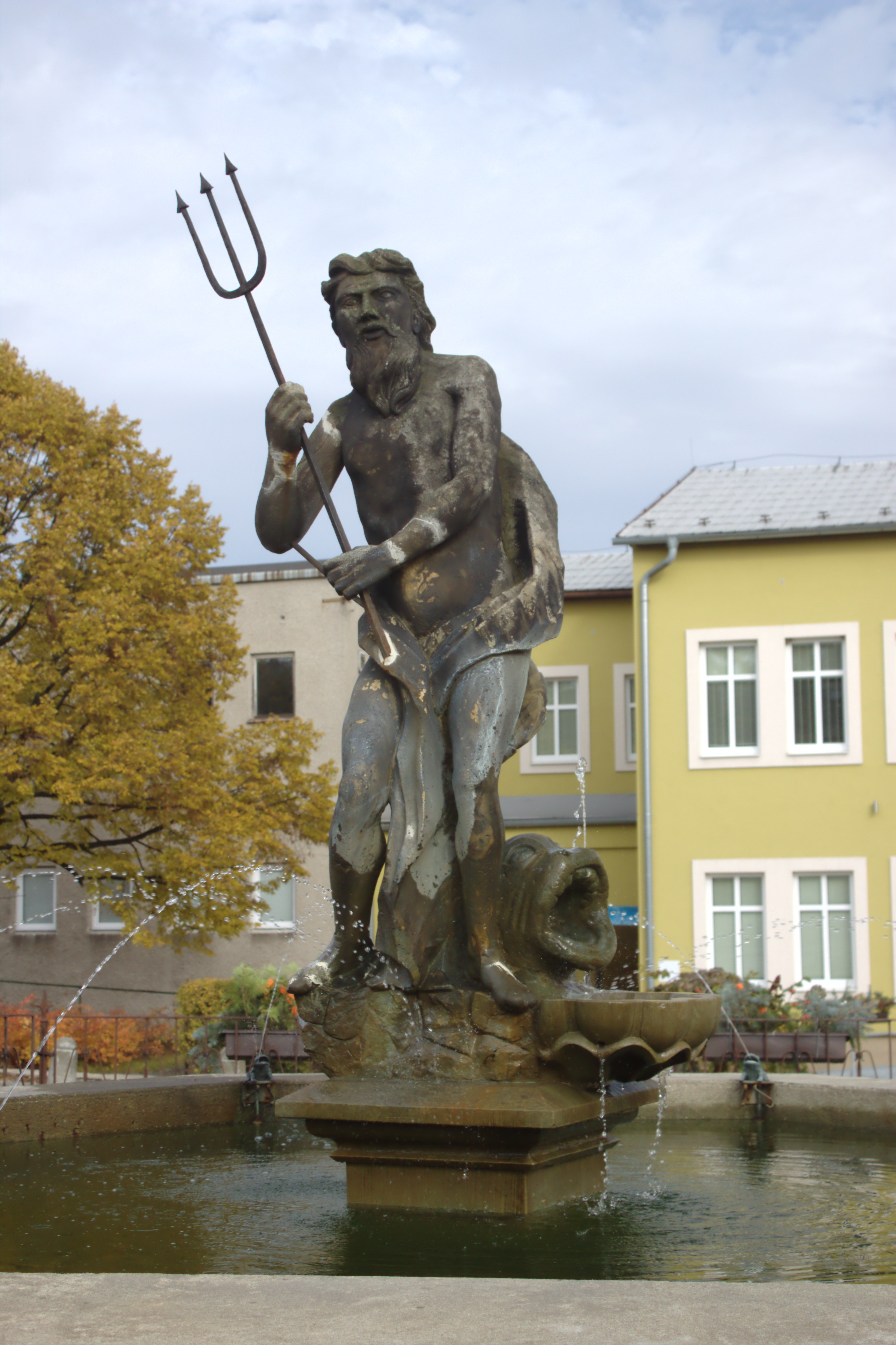
Neptunbrunnen auf dem Markt
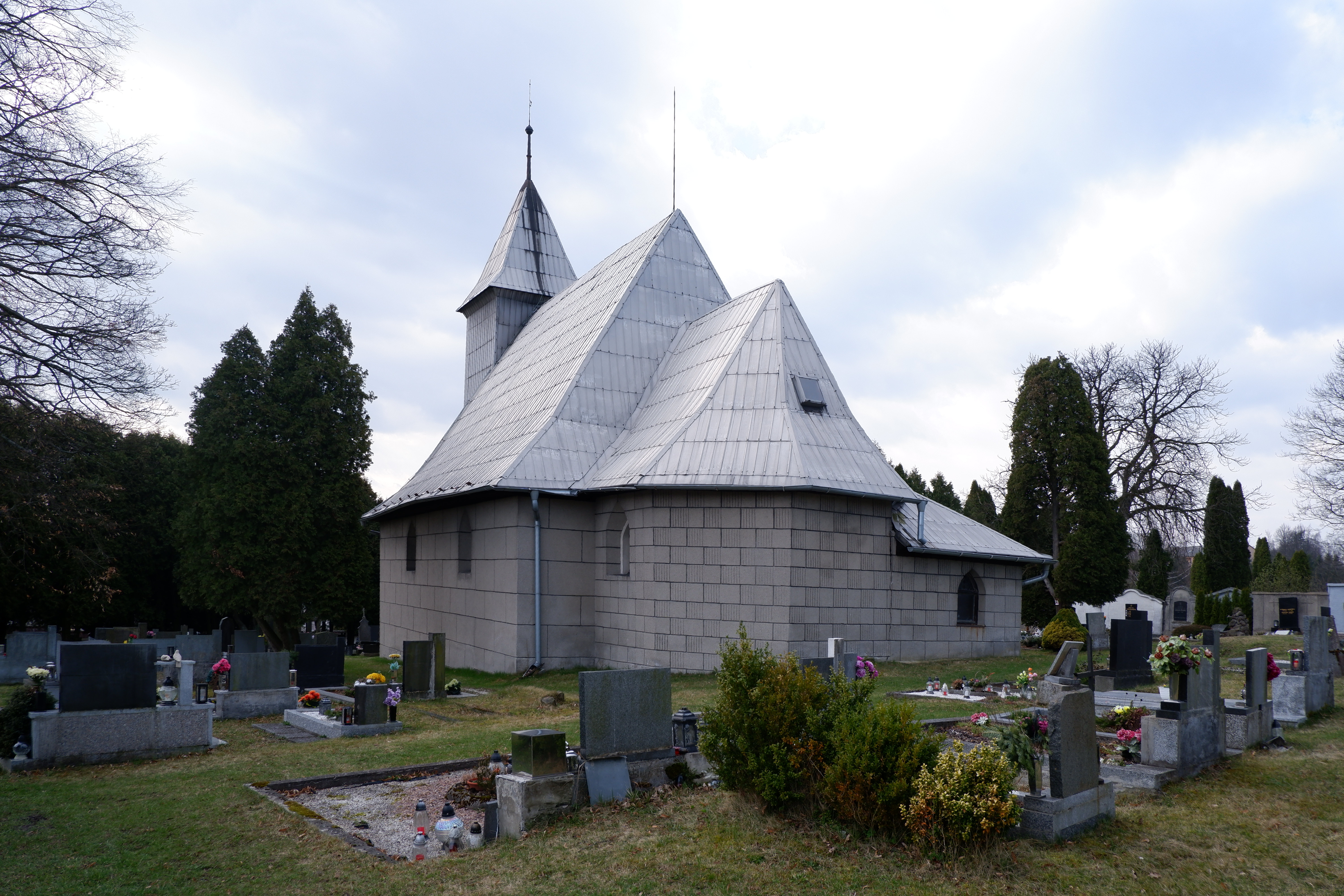
Friedhofskirche St. Katharina

## Gemeindegliederung
Die Gemeinde Dvorce besteht aus den Ortsteilen Dvorce (Hof) und Rejchartice (Reigersdorf). Das Gemeindegebiet gliedert sich in die Katastralbezirke Dvorce u Bruntálu (1621 ha) und Rejchartice (801 ha).

Ortsansichten
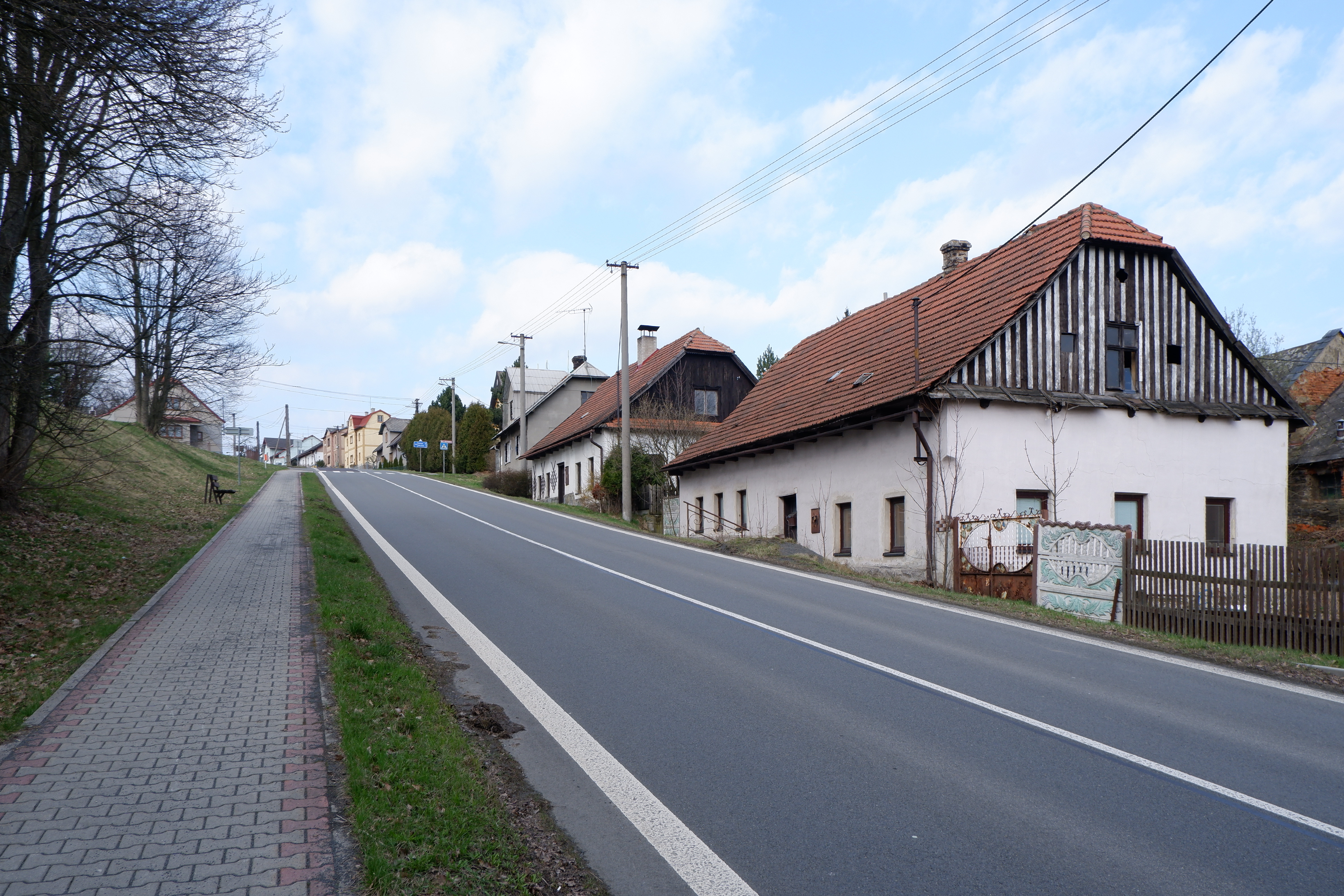
Opavská-Straße
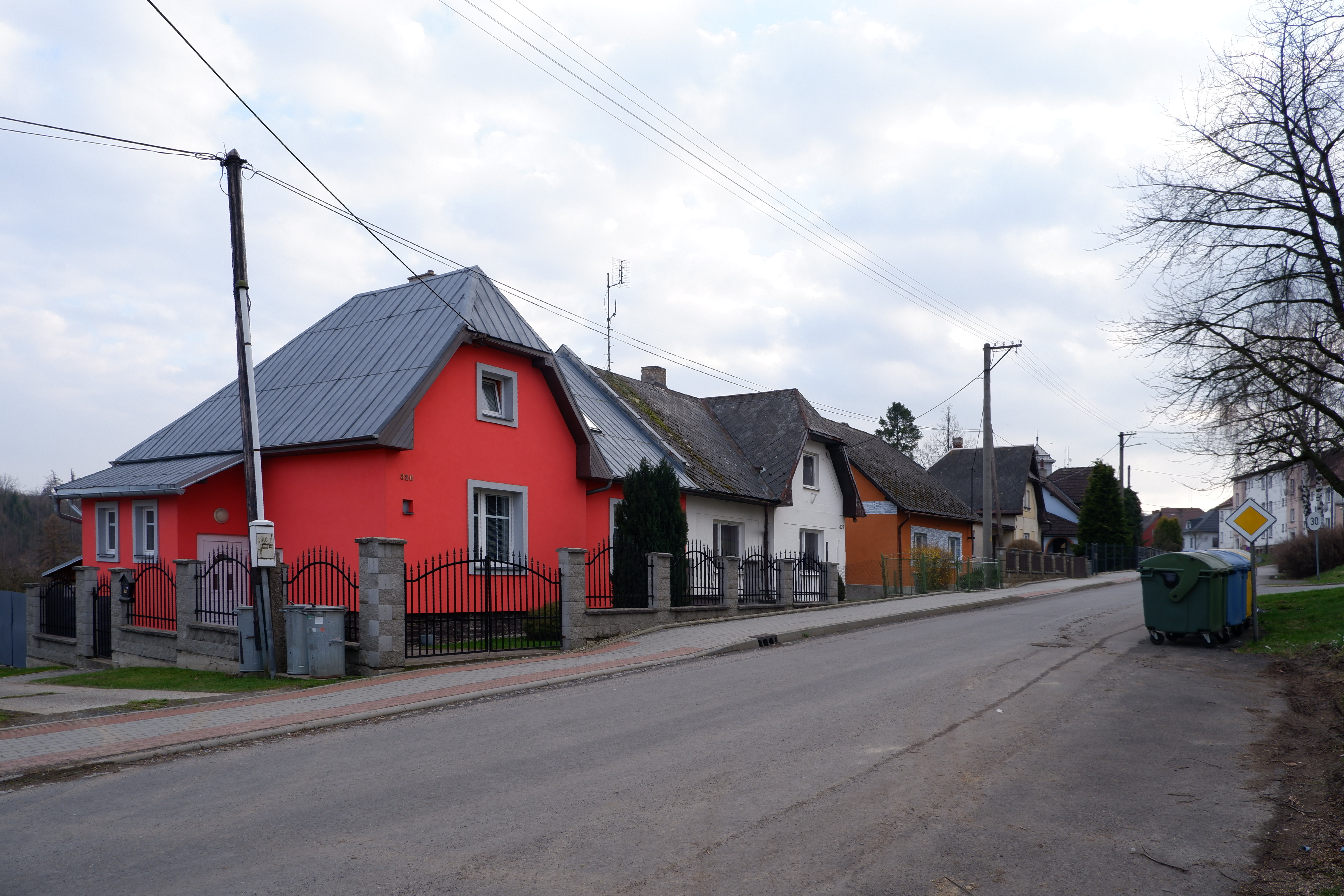
Komenského-Straße
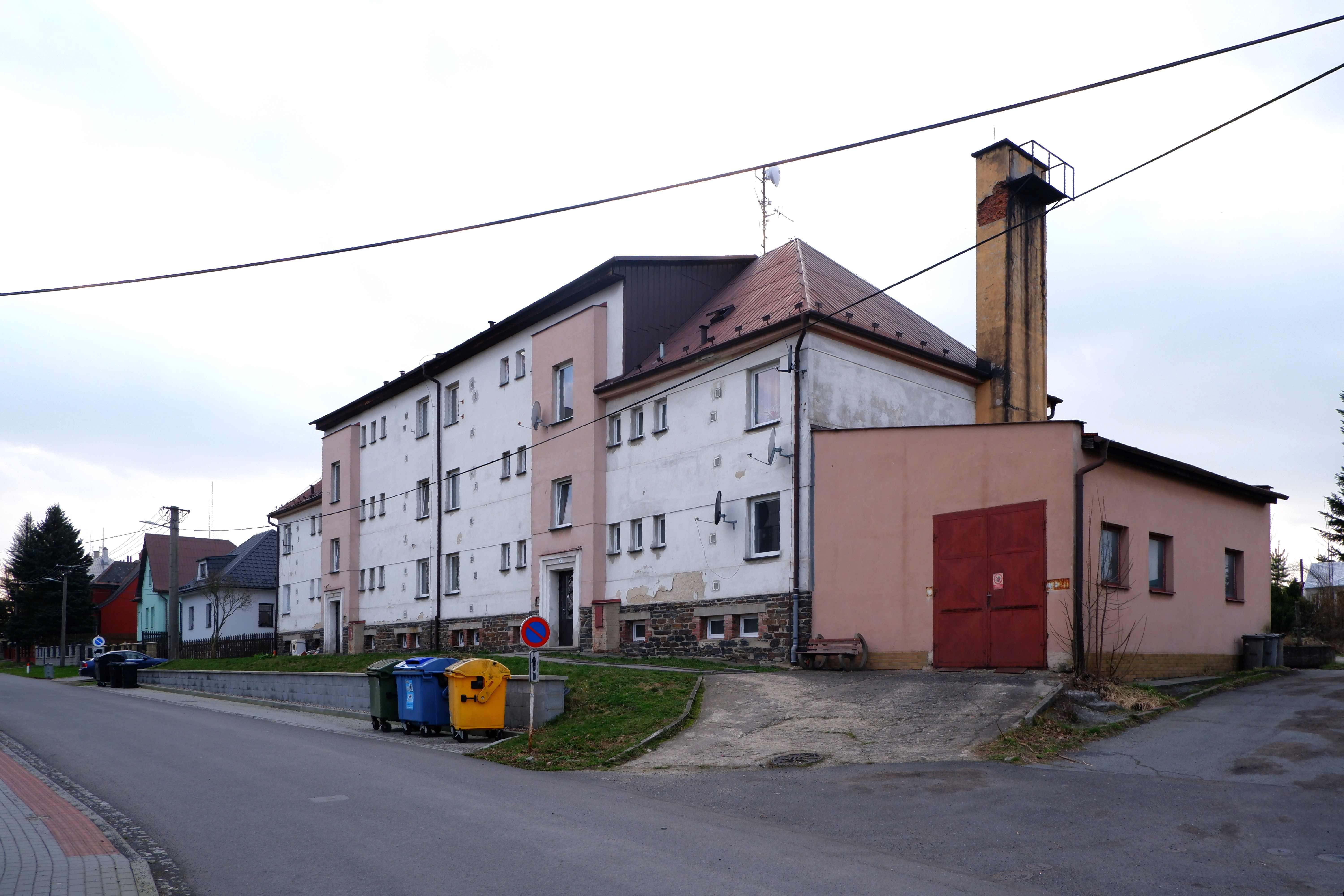
Wohnhäuser

## Bürgermeister
- 1919 bis 1931 Rudolf Czech (1873–1934) Lehrer
- 1931 bis 1938 Karl Raab (1879–1956) Sparkassendirektor
- 1938 bis 1939 Franz Blum, Dachdeckermeister
- 1939 bis 1942 Franz Endl (1900–1981) Kaufmann
- 1942 bis 1945 Rudolf Payker (1895–1974) Bäckermeister
- 1994 bis 0000 Antonín Kučera

## Söhne und Töchter der Gemeinde
- Ignaz Beidtel (1783–1865), Jurist und Appellationsrat
- Ferdinand Krumholz (1810–1878), Hofmaler in Portugal, Maler in Paris, Brasilien, Indien, wieder Paris und zuletzt in der Schweiz
- Ferdinand Lauffer (1829–1865), Bruder von E. Lauffer, bekannter Schriftsteller, Freund und Schicksalsgenosse vom Bauernbefreier Hans Kudlich
- Karl Polzer (1830–1932), Großunternehmer in Wien, Ehrenbürger von Hof
- Karl Rummer Edler von Rummershorst (1832–1907), Gendarmerieoberst in Linz, wurde wie sein Bruder Adolf wegen seiner Verdienste geadelt
- Wilhelm Jahn (1835–1900), Musiker und Dirigent, Hofoperndirektor in Wien, Ehrenbürger der Stadt
- Emil Lauffer (1837–1909), Universitätsprofessor, Direktor der Kunstakademie Prag
- Wilhelm von Hartel (1839–1907), österreichischer Unterrichtsminister, Altphilologe, Wissenschaftler, Rektor der Universität Wien, Direktor der Hofbibliothek, Ehrenbürger der Stadt Hof
- Joseph Krumpholz (1846–1910), k.u.k. Marineoberstabsarzt, Chef des Marinespitals Pola, Malariaforscher
- Adolf Freiherr Rummer von Rummershof (1847–1918), Feldzeugmeister, kommandierender General in Leitmeritz
- Franz Gerstenbrand (1924–2017), Neurologe und südmährischer Kulturpreisträger 2002
- Antonín Schindler (1925–2010), tschechischer Musikwissenschaftler und Organologe
- Werner Hein (1933–2018), Distriktgouverneur